# アレックスキッド 天空魔城
『アレックスキッド 天空魔城』（アレックスキッド てんくうまじょう、英題：Alex Kidd in the Enchanted Castle）は、1989年2月10日に日本のセガから発売されたメガドライブ用横スクロールアクションゲーム。「アレックスキッドシリーズ」の第6作目。
2007年にWii用ソフトとしてバーチャルコンソールにて配信された他、2010年にはWindows用ソフトとして、2018年にはLinux、Macintosh用ソフトとしてSteamにて配信された。欧米ではPlayStation 2およびPlayStation Portable用ソフト『セガジェネシスコレクション』（2006年）やPlayStation 3およびXbox 360用ソフト『ソニック アルティメット ジェネシスコレクション』（2009年）に収録された。

## ゲーム内容
物語は主人公アレク（アレックス・キッド・オサール）がジャンバリク星に存在する天空魔城の支配者ジャン・アシュレーを打ち倒し、幽閉されている父サンダーを助け出すという内容になっている。基本システムは第1作のセガ・マークIII用ソフト『アレックスキッドのミラクルワールド』（1986年）を踏襲している。

### システム
本作は、パンチとジャンプキックや乗り物（ホッパー、スコパコサイクル、プチコプター）アイテムを駆使し敵やブロックを破壊しながら、全11ラウンドクリアをめざす。
ボス戦は野球拳ルールのじゃんけんで負けた方が脱衣する。 脱衣させればアイテムやお金などが手に入る。
じゃんけんをするには、一定のお金が必要。
各ラウンドで最終地点におにぎりがあり、取るとラウンドクリア。

### その他
- ラウンド10はプチコプターで移動する。
- 乗り物ごとにBGMが用意されており、乗っている間はラウンド曲の代わりに乗り物専用の曲が流れる。
- 日本版では前述の通りじゃんけんで負けた方は脱衣して全裸になるが、海外版では表現規制の関係で、落下してきたおもりに潰されるという演出に変更されている。

## ステージ構成
- ROUND 1 ビギナの町
- ROUND 2 パラッパ草原
- ROUND 3 アルト海
- ROUND 4 ラホーレ砂漠
- ROUND 5 ピラミッド
- ROUND 6 キッコリーの森
- ROUND 7 サモアリタウン
- ROUND 8 ロック山1
- ROUND 9 ロック山2
- ROUND 10 天空へ…
- ROUND 11 天空魔城

## 移植版
| No. | タイトル                                                                | 発売日                                           | 対応機種                                           | 開発元                 | 発売元       | メディア | 型式                                                                           | 備考 |
| --- | ----------------------------------------------------------------------- | ------------------------------------------------ | -------------------------------------------------- | ---------------------- | ------------ | --- | ------------------------------------------------------------------------------ | --- |
| 1   | メガドライブ プレイTV2                                                  | 2005年4月2日                                     | メガドライブ プレイTV                              | セガ                   | セガトイズ   | プリインストール | -                                                                              | 本体にあらかじめ収録されている6タイトルの中の一つ。 ジェネシス版（北米版）の「Alex Kidd in the Enchanted Castle」を収録。 |
| 2   | Sega Genesis Collection Sega Mega Drive Collection                      | 2006年11月7日 2007年2月2日 2007年2月8日          | PlayStation 2                                      | Digital Eclipse        | セガ         | DVD-ROM | SLUS-21542 SLES-54333                                                          | |
| 3   | Sega Genesis Collection Sega Mega Drive Collection                      | 2006年11月16日 2007年2月2日 2007年2月8日         | PlayStation Portable                               | Digital Eclipse        | セガ         | UMD | ULUS-10192 ULES-00556                                                          | |
| 4   | アレックスキッド 天空魔城 Alex Kidd in the Enchanted Castle             | 2007年3月20日 2007年4月9日 2007年5月4日          | Wii                                                | セガ                   | セガ         | ダウンロード （バーチャルコンソール）                                                                                    | -                                                                              | 2019年1月31日配信・販売終了                                                                                               |
| 5   | Sonic's Ultimate Genesis Collection SEGA Mega Drive Ultimate Collection | 2009年2月10日 2009年2月20日                      | PlayStation 3 Xbox 360                             | Backbone Entertainment | セガ         | BD-ROM DVD-ROM | PS3: BLUS-30259 BLES-00475 X36: 68034 384-40210                                | |
| 6   | Alex Kidd in the Enchanted Castle                                       | INT 2010年9月13日                                | Windows                                            | セガ                   | セガ         | ダウンロード (Steam) | 34283                                                                          | |
| 7   | Sega Genesis Classics                                                   | 2018年5月29日 Switch 2018年12月7日 2018年12月6日 | Linux macOS PlayStation 4 Xbox One Nintendo Switch | d3t セガ               | セガ         | ダウンロード (Steam、PlayStation Store、 Microsoft Store、 ニンテンドーeショップ) BD-ROM Nintendo Switch専用ゲームカード | PS4: CUSA-10828 CUSA-09771 XBO: INL-SE10663080 Switch: HAC-P-AQGKB HAC-P-AQGKA | - |
| 8   | Alex Kidd in the Enchanted Castle                                       | 2019年9月19日 2019年10月4日                      | SEGA Genesis Mini SEGA Mega Drive Mini             | エムツー （移植担当）  | セガゲームス | プリインストール | -                                                                              | 本体にあらかじめ収録されている42タイトルの中の一つ。 日本版・アジア版「メガドライブ ミニ」には未収録。                    |

## 開発
音楽は後にメガドライブ用ソフト『孔雀王2 幻影城』（1989年）を手掛けた鎌谷千佳子および『ファンタシースター』を手掛けた上保徳彦が担当している。このうち、メインBGM、じゃんけん、ゲームオーバーのBGMは上保が作曲した前作の曲が流用された。また、背景の大半は2年前にセガに入社した小玉理恵子が手掛けた。小玉はSEGA AGEES版『アレックスキッドのミラクルワールド』のインタビューの中で、「無我夢中で作っていたため、細かいことは覚えていない」としている。

### スタッフ
- エグゼクティブ・プロデューサー：中山隼雄
- プロデューサー：Ossale Kohta（林田浩太郎）
- ディレクター：Ossale Kohta（林田浩太郎）、Carol Yas（安原広和）
- ゲーム・デザイナー：Ossale Kohta（林田浩太郎）、Chiemshi（西山彰則）、Carol Yas（安原広和）、Muuuuu Yuji（中裕司）
- プログラム：Muuuuu Yuji（中裕司）
- 音楽：Tarnya（鎌谷千佳子）、Bo（上保徳彦）
- 美術： Ossale Kohta（林田浩太郎）、Phoenix Rie（小玉理恵子）、BigIsland（大島直人）、Thomas Yuuda（湯田高志）、Judy Totoya（山口恭史）、Muuuuu Yuji（中裕司）
- アレックス・キッドの声：竹内出穂

## 評価
- ゲーム誌『ファミコン通信』の「クロスレビュー」では合計26点（満40点）[5]、『メガドライブFAN』の読者投票による「ゲーム通信簿」での評価は以下の通り15.78点（満30点）となっている[1]。

| 項目 | キャラクタ | 音楽 | 操作性 | 熱中度 | お買得度 | オリジナリティ | 総合  |
| 得点 | 3.33       | 2.53 | 2.44   | 2.40   | 2.34     | 2.72           | 15.76 |

- ゲーム本『メガドライブ大全』（2004年、太田出版）では、大きなキャラクターを動かす技術力の高さを好意的に評価したが、敵キャラクターとわずかに接触すただけでミスとなるシステムについては「お互いの魅力を相殺」と否定的に評価した[7]。また敵意の感じられないオブジェによってミスになる点、ヒットさせにくいキック攻撃、困難な道中を抜けたボス戦がじゃんけん勝負である事などを酷評した[7]。